# Noah Atubolu
Noah Atubolu (* 25. Mai 2002 in Freiburg im Breisgau) ist ein deutsch-nigerianischer Fußballtorhüter. Er steht beim SC Freiburg unter Vertrag.

## Werdegang

### Verein
Atubolu, der Igbo-nigerianischer Abstammung ist, wuchs im Freiburger Stadtteil Weingarten auf. Er begann seine Karriere zunächst als Innenverteidiger, dann später als Torhüter in der Jugend des Freiburger FC sowie der Sportfreunde Eintracht Freiburg, ehe er 2015 in die Jugendabteilung des SC Freiburg wechselte. In der Saison 2017/18 gehörte er mit 15 Jahren dem Kader der U19-Jugendmannschaft des Vereins an, die den DFB-Pokal der Junioren gewann, ohne dort selbst zum Einsatz zu kommen. Von 2017 bis 2019 besuchte er die Max Weber-Schule in Freiburg. Ab 2019 war er Kapitän der U19-Junioren. Im Sommer 2020 rückte er in die zweite Mannschaft des Vereins in der Regionalliga Südwest auf und konnte sich dort als Stammtorhüter durchsetzen. Am Saisonende erreichte er mit der Mannschaft den Aufstieg in die 3. Liga, wo er daraufhin in der folgenden Saison sein Profiliga-Debüt feierte. Zudem gehörte er ab dem Sommer 2021 der Bundesliga-Mannschaft der Breisgauer als dritter Torhüter an. Für die Profis debütierte Atubolu im Oktober 2022 im DFB-Pokal gegen den FC St. Pauli.
Vor der Saison 2023/24 verlängerte er seinen Vertrag vorzeitig. Nach dem Abgang von Mark Flekken wurde er zur neuen „Nummer 1“ der Profimannschaft, die er zudem auf dem Trikot erhielt. Seine Ersatzleute waren Florian Müller und Benjamin Uphoff. Am 1. Spieltag absolvierte Atubolu beim 1:2-Auswärtssieg gegen die TSG 1899 Hoffenheim sein erstes Bundesligaspiel und blieb am 2. Spieltag beim 1:0-Heimsieg gegen Werder Bremen erstmals ohne Gegentreffer in der Bundesliga. In dieser Spielzeit bestritt er alle 34 Ligapartien mit der Mannschaft sowie zehn weitere Spiele in der UEFA Europa League, bei der das Team das Achtelfinale erreichte. Gegen Ende der Saisonvorbereitung 2024/25 musste sich Atubolu einer kurzfristigen Blinddarm-OP unterziehen und verpasste deshalb den Saisonauftakt, kehrte am dritten Spieltag jedoch wieder auf den Platz zurück. Aufgrund mehrerer weiterer Ausfälle bestritt er in dieser Spielzeit insgesamt 26 Bundesligaspiele.
Atubolu blieb ab Januar 2025 über sechs Ligaspiele in Folge ohne Gegentor und überholte damit den bisherigen Vereinsrekord von Richard Golz, der in der Saison 2000/01 über 510 Minuten eine weiße Weste behielt.

### Nationalmannschaft
Ab 2018 durchlief Atubolu mehrere Junioren-Nationalmannschaften des DFB. 2018 wurde er zunächst für die U16-Nationalmannschaft nominiert, ohne dort zum Einsatz zu kommen, erhielt aber später im selben Jahr noch Einsätze in der U17-Auswahl. Mit der U17 nahm er als Ersatztorhüter an der Europameisterschaft 2019 teil und kam dort in einem Spiel zum Einsatz. Aufgrund seiner aus Nigeria stammenden Familie bemühte sich der nigerianische Fußballverband 2020 um einen Verbandswechsel Atubolus, was Atubolu jedoch zugunsten des DFB ablehnte.
Ende 2021 wurde er erstmals für die U21-Nationalmannschaft nominiert und debütierte dort im März 2022 beim EM-Qualifikationsspiel gegen Lettland. Mit der Mannschaft nahm Atubolu als Stammtorwart an der U21-Europameisterschaft 2023 teil, bei der das Team in der Vorrunde scheiterte. Bei der Europameisterschaft 2025 stand er erneut im deutschen Tor. Während des Turniers bestritt er im Halbfinale gegen Frankreich sein insgesamt 21. U21-Länderspiel, womit er Manuel Neuer als Rekordtorhüter der Mannschaft ablöste. Sein 22. und letztes U21-Länderspiel bestritt er im anschließenden Finale des Turniers, in dem die Mannschaft gegen England jedoch nach Verlängerung unterlag.

## Sonstiges
- Atubolu absolvierte 2019 seinen Realschulabschluss und anschließend ein Freiwilliges soziales Jahr (FSJ) in der Abteilung „Gesellschaftliches Engagement“ des SC Freiburg. Dort war er Übungsleiter der „Füchsle-Ballschulen“ (das „Füchsle“ ist das Maskottchen des SC Freiburg), einem Kooperationsprojekt des SC Freiburg mit Grundschulen, um die Bewegung von Kindern in Spielen mit dem Ball zu fördern.[12]
- Atubolu engagiert sich auch in der SC-Initiative „Sport-Quartiere Freiburg“ mit der gleichen Zielrichtung.[13]

## Titel
Vereine
- Meister der Regionalliga Südwest und Aufstieg in die 3. Liga: 2021 (SC Freiburg II)

Individuell
- Fritz-Walter-Medaille (U19): Bronze 2021

## Rekorde
- Rekordtorhüter der deutschen U-21-Nationalmannschaft: 22 Einsätze (Stand: 28. Juni 2025)[14]